# رونالد بريسلو
رونالد بريسلو (بالإنجليزية: Ronald Breslow)‏ (مواليد 14 مارس 1931 في نيوجيرسي - 25 أكتوبر 2017)، هو عالِم كيمياء أمريكي. عمل محاضراً في جامعة كولومبيا، حيث كان مقره في قسم الكيمياء والمنتسب إلى قسم العلوم البيولوجية وعلم الصيدلة. وهو رئيس الجمعية الكيميائية الأمريكية، وعضو في الأكاديمية الوطنية للعلوم.

## حياته
ولد بريسلو في منطقة راهوي في ولاية نيوجيرسي، في عام 1931. حصل على درجة البكالوريوس والدكتوراه في الكيمياء في جامعة هارفارد، حيث تدرب مع الحائز على جائزة نوبل روبرت بيرنز وودوارد. ثم شغل منصب زميل ما بعد الدكتوراه مع الفائز بجائزة نوبل الآخر وهو الكسندر تود في جامعة كامبريدج.